# Anstalt zur Wahrung der Aufführungs- und Vervielfältigungsrechte auf dem Gebiet der Musik

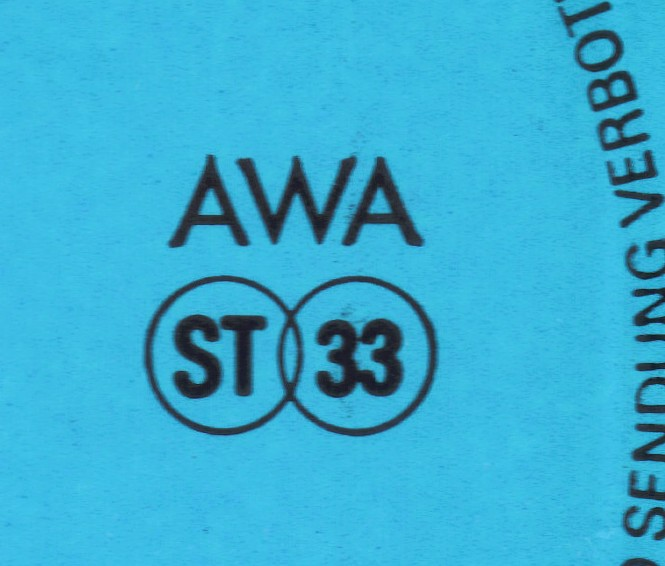
„AWA“-Schriftzug auf einer Langspielplatte

Die Anstalt zur Wahrung der Aufführungs- und Vervielfältigungsrechte auf dem Gebiet der Musik (AWA) entstand auf Veranlassung des Ministeriums für Volksbildung der DDR am 1. Januar 1951 unter dem Namen Anstalt zur Wahrung der Aufführungsrechte auf dem Gebiete der Musik als Pendant zur GEMA in der Bundesrepublik Deutschland. Sie war eine rechtlich selbstständige Einrichtung und unterstand dem Ministerium für Kultur der DDR. Die AWA hatte Außenstellen, AWA-Bezirksverwaltungen und eine Immobilie als Ferien- und Schulungseinrichtung. Die Generaldirektion der AWA befand sich ab 1974 in Berlin, Storkower Straße 134. 
Die AWA war seit 1956 Mitglied der CISAC Confédération Internationale des Sociétés d’Auteurs et Compositeurs und ebenfalls ab 1956 Mitglied des BIEM Bureau International de l’Edition Mecanique.
Nach der Wende stand eine Auflösung zur Debatte, die sich jedoch bis in die Mitte der 1990er Jahre hinzog.   

## Geschichte
Das Ministerium für Volksbildung der DDR hatte die AWA am 1. Januar 1951 ins Leben gerufen. Vor allem der Arbeit von Professor Max Butting war die 1. AWA-Verordnung zu verdanken. Generaldirektor wurde Josef Morche. Die Zentrale Leitung der AWA hatte damals ihren Sitz in der Berliner Taubenstraße 4 bis 6. Im selben Haus war auch die Lied der Zeit GmbH ansässig, aus der später der VEB Deutsche Schallplatten hervorging. Innerhalb der damaligen Länder der DDR hatte die AWA sechs Landesverwaltungen. Als ab 1952 die Länder der DDR in Bezirke umgewandelt worden waren, entstanden bei der AWA die AWA-Zweigstellen und Bezirksverwaltungen. Im Jahre 1957 zogen die Geschäftsführung sowie der Beirat der Berechtigten in die Straße am Potsdamer Bahnhof um. 1958 begann der Aufbau des Gebietes Mechanische Vervielfältigung, da die Nutzung von Musikwerken in Form von Tonbandaufnahmen aktuell wurde. 
Im Jahr 1961 musste die AWA ihre Räume am Potsdamer Bahnhof durch den Mauerbau in Berlin aufgeben. Vorerst nahm die Verwaltung im Marstallgebäude ihren Sitz. Ab 1970 nahm die Zahl der AWA-Berechtigten immer mehr zu. Neue internationale kulturelle Beziehungen brachten eine Steigerung der Einnahmen an Gebühren. Musikwerke aus der DDR, vor allem aus dem Bereich der sinfonischen und Kammermusik, waren immer öfter in Konzertprogrammen in vielen Ländern der Welt zu finden, viele Gegenseitigkeitsverträge mit ausländischen Gesellschaften wurden geschlossen. 
Nach dem Tod von Josef Morche im Jahre 1972 übernahm Klaus Eisenbarth das Amt des Generaldirektors. Im Jahr 1974 war der neue Verwaltungssitz in der Storkower Straße 134 fertiggestellt. Angestellte Juristen führten ab 1976 Kurse über Rechtsvorschriften und Urheberrecht an der Humboldt-Universität Berlin, Sektion Rechtswissenschaft, Lehrstuhl für Urheberrecht, durch. Weiterhin wurden Sprachkurse an der Betriebsakademie angeboten. Bereits 1981 arbeitete die AWA mit 36 Urheberrechtsgesellschaften in 25 Ländern auf der Grundlage bilateraler Verträge zusammen.
Nach der Wiedervereinigung, im März 1990 hatte die AWA ca. 8000 Mitglieder bzw. Berechtigte. Die Mitgliederversammlung beschloss am 30. Mai 1990 eine neue Satzung. Namhafte Autoren, Komponisten und Vertreter von Verlagen waren in dieser Zeit noch Mitglieder der AWA und arbeiteten im Beirat der Berechtigten, im Mitgliederrat sowie im Vorstand. Ein verändertes Tarifwerk sollte auch Änderungen für die bestehenden Lizenzverträge mit den Musiknutzern bringen. Durch die anstehende Währungsreform im Juli 1990 mussten zeitgleich währungspolitische Sicherheiten für die von der AWA verwalteten Mittel der Urheber geschaffen werden. Außerdem musste sichergestellt werden, dass die Arbeitseinkünfte der Urheber auf Konten der DDR-Staatsbank, der Sparkasse und des Postscheckamtes weiterhin verfügbar waren. Schließlich wurde die Liquidation der AWA beschlossen. Daher traten viele Komponisten, Textautoren und Verleger der DDR der GEMA bzw. der VG Wort Verwertungsgesellschaft Wort bei. Im Jahre 1992 war die AWA immer noch in Liquidation und bestand formalrechtlich als Gesellschaft in Liquidation weiter.

## Aufgaben
Die AWA nahm für den Bereich der Musik die Aufführungs- und Vervielfältigungsrechte (sogenannte „kleine Rechte“) wahr. Sie galt somit als Gesellschaft für das Urheberrecht der Komponisten, Textverfasser und Arrangeure in der DDR. Sie registrierte und punktete alle Aufführungen meldepflichtiger Werke. Nach der Anzahl der Punkte verteilte die AWA die eingezogenen Gebühren an die Autoren und Verleger im In- und Ausland. Auf der Grundlage internationaler Verträge sicherte sie die Rechte der DDR-Autoren im Ausland. Dabei wurden den Berechtigten in der DDR die Vergütungen auch als prozentualer Anteil in Valuta ausgezahlt.
Seit 1978 gab es bei der AWA eine Schlichtungskommission für Urheberrechtsangelegenheiten, deren Aufgabe in dem Versuch der eigenverantwortlichen und außergerichtlichen Streitbeilegung zwischen den Berechtigten der AWA lag.
Darüber hinaus war die AWA ein wichtiges staatliches Instrument zur Durchsetzung der Kulturpolitik der Sozialistischen Einheitspartei Deutschlands, indem sie beispielsweise über die Einhaltung der „60/40-Regel“ wachte. Diese Regel war Bestandteil der Anordnung über die Programmgestaltung bei Tanz- und Unterhaltungsmusik vom 2. Januar 1958 des Ministeriums für Kultur der DDR: Sie begrenzte den devisenpflichtigen ausländischen Anteil am Repertoire der Unterhaltungskünstler auf 40 Prozent. Sie war einerseits politisch-ideologisch begründet und andererseits dem chronischen Devisenmangel der DDR geschuldet. Als Folge der 60/40-Regel wurde die eigenständige Entwicklung der Pop- und Rockmusik der DDR gefördert. 
Die AWA unterstützte mit ihren Förderfonds zahlreiche internationale Musikfeste, zum Beispiel die DDR-Musiktage und die Internationale Musikbiennale in Berlin (MaerzMusik). 1989 wurde erstmals ein AWA-Interpretenpreis vergeben.

## Sonstiges
Das Logo der AWA ist ein Schriftzug, der aus den drei Großbuchstaben AWA zusammengesetzt ist. Dabei endet das W in der Mitte im letzten Aufstrich als Note. Die farblichen Darstellungen variieren dabei, allerdings wurden meist die Farben grün und schwarz genutzt. Die AWA hatte eine eigene Hauskapelle und einen gemischten Chor, welcher nur aus Mitarbeitern bestand. Außerdem verfügte die AWA ab 1973 über eine bebaute Waldparzelle in der Nibelungensiedlung in Wandlitz, die als Schulungs- und Ferienheim diente. 
Viele Mitarbeiter arbeiteten in den ersten Jahren vorwiegend im Außendienst. Direkt dort, wo die Musik oftmals noch von Kapellen live gespielt wurde, waren die Mitarbeiter mit der Stoppuhr vor Ort, um die genaue Spieldauer zu erfassen. Ab 1963 kam die Aufgabe hinzu, alle Musikboxen und später sämtliche Geräte zur mechanischen Musikwiedergabe zu erfassen und nach gültigen Tarifen zu berechnen. Ab dem Jahre 1972 wurden dann auch die Musikwiedergaben auf Diskothekveranstaltungen in die Berechnungen einbezogen, damit Komponisten und Texter für ihre Werke auch Tantiemen bekamen.
Auf fast jeder Schallplatte und Musikkassette aus der DDR war der Schriftzug AWA aufgedruckt. Weiterhin gab es die regelmäßig erscheinende Betriebszeitung AWA aktuell.

## Ehrenmitglieder der AWA
- Einzi Stolz
- Erich Schulze